# Alfa (álbum de WarCry)
Alfa es el séptimo álbum de la banda WarCry, Fue lanzado el 15 de abril de 2011 con un contenido de diez canciones. Es el primer disco de Pablo García como único guitarrista y de Santi Novoa como teclista.

## Listado de canciones
1. "Alma de conquistador" - 4:56
2. "La muerte de un sueño" - 5:02
3. "Cobarde" - 4:32
4. "Tan fácil" - 5:22
5. "Recuérdalo" - 4:32
6. "Amistad" - 3:59
7. "Apariencias" - 3:57
8. "Ardo por dentro" - 5:28
9. "Todo es infierno" - 5:18
10. "Libre como el viento" - 5:21

## Banda
- Víctor García - vocalista
- Pablo García - guitarrista
- Roberto García - bajo
- Rafael Yugueros - batería
- Santi Novoa - teclados

- Datos: Q5666430